# Рібекка Ріттенгаус
Рібекка Ріттенгаус (при народженні Рібекка Ріттенгаус Мідерс; 30 листопада, 1988) — американська актриса. Знаменита за роллю Коді Лефев в серіалі Кров та Нафта та роллю Анни Зів в серіалі Проект Мінді.

## Раннє життя
Ріттенгаус народилася в Лос Анжелесі в Пасадені.. Рібекка виступала в драмгуртку в середній школі. Навчалася в Університеті Пенсильванії, де вивчала романські мови, а потім вирішила вивчати акторську майстерність в Атлантичній театральній компанії в Нью-Йорку.

## Кар'єра
Ріттенгаус дебютувала в театральній виставі Commons of Pensacola в Театральному клубі Мангеттена в 2013-14 роках. У 2014 році вона дебютувала на телебаченні, з'явившись в пілотному епізоді драматичного серіалу Коханці каналу Showtime. В тому ж році почала зніматися в серіалі Червоні браслети в ролі Британі Доблер. Серіал було скасовано після першого сезону. Ріттенгаус спочатку розглядалася для провідної жіночої ролі у фільмі Дедпул але в останній момент роль дісталася Морені Баккарін.
В 2015 році Ріттенгаус пройшла кастинг на головну жіночу роль в мильній опері Кров та Нафта, наприкінці 2017 року зіграла роль Кері Аллен в сьомому сезоні серіалу Форс-мажори.
В даний час Ріттенгаус виступає в ролі декоратора інтер'єру Ейнслі Говард в серіалі Хулу  "Чотири весілля і похорон", сучасне оновлення однойменного британського фільму 1994 року, створеного Мінді Калінг і Меттом Ворбертоном. Раніше вона працювала з ними в серіалі Проект Мінді.

## Особисте життя
Рібекка зустрічалася з актором Чейзом Кроуфордом, з яким вона познайомилася на знімальному майданчику серіалу Кров та Нафта, з липня 2015 по квітень 2019 року.

## Фільмографія

### Фільми
| Рік  | Назва                           | Роль           | Прим. |
| ---- | ------------------------------- | -------------- | ----- |
| 2018 | Не хвилюйся, він далеко не піде | Бонні          |       |
| 2018 | Видалити з друзів 2             | Серена         |       |
| 2019 | Одного разу в Голлівуді         | Мішель Філліпс |       |

### Телебачення
| Рік     | Назва                    | Роль            | Прим.                                                   |
| ------- | ------------------------ | --------------- | ------------------------------------------------------- |
| 2014    | Коханці                  | Джоселін        | Епізод: "1"                                             |
| 2014    | Червоні браслети         | Британні Доблер | Головна роль: 13 епізодів                               |
| 2015    | Кров та Нафта            | Коді Лефев      | Головна роль: 10 епізодів                               |
| 2016–17 | Проект Мінді             | Др. Анна Зів    | Періодична (5–6 сезони): 14 епізодів                    |
| 2017    | Справжнє життя           | Нора            | Телебачення                                             |
| 2018    | Форс-мажори              | Кері Аллен      | Епізод: "Прощавай"                                      |
| 2018    | Оповідь служниці         | Одетт           | Епізод: "Після"                                         |
| 2018    | Назустріч пітьмі         | Меггі           | Епізод: "Тіло"                                          |
| 2018    | Гарний коп               | Мейсі           | Епізод: "Хто убив хлопця на гірськолижному підйомнику?" |
| 2019    | Чотири весілля і похорон | Ейнслі Говард   | Головна роль                                            |